# Кюлекянь
Кюлекянь (рос. Кюлекянь) — село у Вілюйському улусі Республіки Сахи Російської Федерації.
Населення становить 373 особи. Належить до муніципального утворення Кюлетський 2-й наслег.

## Географія

### Клімат
| Клімат Кюлекяня           | Клімат Кюлекяня | Клімат Кюлекяня | Клімат Кюлекяня | Клімат Кюлекяня | Клімат Кюлекяня | Клімат Кюлекяня | Клімат Кюлекяня | Клімат Кюлекяня | Клімат Кюлекяня | Клімат Кюлекяня | Клімат Кюлекяня | Клімат Кюлекяня | Клімат Кюлекяня |
| Показник                  | Січ.            | Лют.            | Бер.            | Квіт.           | Трав.           | Черв.           | Лип.            | Серп.           | Вер.            | Жовт.           | Лист.           | Груд.           | Рік             |
| Середній максимум, °C     | −34,8           | −28,5           | −14,9           | −2,7            | 8,3             | 19,3            | 22,7            | 18,7            | 8,8             | −5,4            | −24,3           | −32,2           | −5              |
| Середня температура, °C   | −38,5           | −33,1           | −21,6           | −9,3            | 3,0             | 13,3            | 16,6            | 12,9            | 4,3             | −9,2            | −28,2           | −36             | −10             |
| Середній мінімум, °C      | −42,1           | −37,7           | −28,3           | −15,8           | −2,3            | 7,3             | 10,6            | 7,1             | −0,2            | −12,9           | −32             | −39,7           | −15             |
| Норма опадів, мм          | 11              | 8               | 9               | 12              | 22              | 37              | 48              | 37              | 33              | 28              | 19              | 15              | 279             |
| ------------------------- | --------------- | --------------- | --------------- | --------------- | --------------- | --------------- | --------------- | --------------- | --------------- | --------------- | --------------- | --------------- | --------------- |
| Джерело: climate-data.org |                 |                 |                 |                 |                 |                 |                 |                 |                 |                 |                 |                 |                 |

## Історія
Згідно із законом від 30 листопада 2004 року органом місцевого самоврядування є Кюлетський 2-й наслег.

## Населення
| 2002 | 2010 | 2012 | 2013 | 2014 | 2015 | 2016 |
| ---- | ---- | ---- | ---- | ---- | ---- | ---- |
| 428  | ↘412 | →412 | ↘397 | ↘395 | →395 | ↘389 |
| 2017 | 2018 |      |      |      |      |      |
| ↗391 | ↘373 |      |      |      |      |      |